# Emoia campbelli
Emoia campbelli là một loài thằn lằn trong họ Scincidae. Loài này được Brown & Gibbons mô tả khoa học đầu tiên năm 1986.